# Калман Тиса
 Калман Тиса од Борошјене (мађ. Kálmán Tisza de Borosjenő; 16. децембар 1830 — 23. март 1902)је био мађарски премијер између 1875. и 1890. године. Он је заслужан за формирање консолидоване мађарске владе, оснивање нове Либералне странке (1875)  и велике економске реформе које су спасиле и на крају довеле до владе са народном подршком. Он је други најдужи шеф владе у историји Мађарске, после Виктора Орбана.

## Политичка каријера
Са 18 година, Калман Тиса је био сведок једне од највећих трансформација политичке арене у историји Мађарске. Политички систем Мађарске се променио од феудалистичке државе у новоуспостављену уставну монархију која је делила многе компоненте са савременим владама. Законодавство као што је „јавно право III” укинуло је Краљевску канцеларију и Резиденцијални савет заменивши их дводомним парламентом (Дом лордова и Представнички дом). Демократски принципи су успостављени јавним „законом V” који је дозвољавао 6,5% становништва да гласа (Јанош 85). Такође, унија традиционалних мађарских земаља према „јавном праву VI и VII” створила је уједињену Мађарску. Ове моћне реформе довеле су до националистичке побуне која је кулминирала свргавањем династије Хабзбурга али само током трајања Мађарске револуције 1848-49.
Поразом Мађара током револуције многе реформе су повучене и Мађарска је стављена под војну диктатуру под аустријским генералом Јулијусом Хајнауом. Иако је гушење револуције окончало владу парламентарног стила у Мађарској, оно није уништило семе које је посејано почетним реформама. Током 1859. и 1860, након што је видела мађарску народну подршку Италијанима током аустро-италијанских ратова, Аустрија је почела да покушава нове уставне експерименте у Мађарској. Током овог периода, Калман Тиса је први пут изабран у новоформирану владу. Затим, 1867. године, у име „Мађарског парламента”, Тиса је учествовала у преговорима са царем Францом Јосифом I који су довели до Компромиса 1867. (мађ. Kiegyezés). Значај овог документа је у томе што је њиме враћен „уставни интегритет Мађарске“ (Јанош 90), са изузетком овлашћења одбране и спољних послова. Ови мањи уступци од стране цара убрзо су упоредили и вратили овлашћења Мађарима у погледу унутрашњих послова. Ове измењене околности отвориле су пут Тиси да се уздигне до места председника владе. Године 1875. основао је Либералну странку и изабран је на место председника мађарске владе.  Ефикасност владе је у почетку била прилично слаба и његове акције током 15-годишње службе углавном су се састојале од реформи владе и привреде.
Новостворена владина бирократија Мађарске била је неефикасна и није имала централизовану управу. Један од првих ствари изведених под премијером Калмана Тисе била је консолидација власти и трансформација бирократије у јединствен, способан апарат: „Бирократија је била задужена за изборе и одржавање либералне већине, док би парламент и партија дају ауру легитимитета бирократској политици и обезбеде форум за артикулисање бирократских интереса“ (Јанош 97). Калман Тиса је постигао консолидацију власти унутар владе, док је парламент једноставно служио да легитимише те акције. Консолидација власти се састојала и од реформе садашњег парламента у коме су чланови редовно долазили на своја места без икаквих изазова.

### Реформа Магнатског дома у Мађарској
Смењено је 469. посланика по одредбама Закона о Скупштини. Број чланова постављен на 369. чланова: 205. наследних вршњака, 83. црквених великодостојника и ново обележје, 81. доживотни члан. Царска власт је и даље давала аристократске титуле, али су наследне и доживотне титуле требало да се додељују по савету премијера који је, у случају нужде, могао тражити именовање нових чланова како би обезбедио доношење одређеног закона (Јанош 99). Ове реформе су омогућиле да позиција премијера буде појединачно најважнији актер у мађарској политичкој арени. Ове Тисе реформе су му омогућиле да консолидује власт унутар мађарске владе и такође уклони велики део утицаја који су пружали Аустријанци. Он је помогао да се коначно учврсти померање мађарске политичке зависности од Аустријанаца.

### Економска реформа
Између 1869. и 1875. године (са успостављањем новог мађарског политичког система), Мађари су изабрали да свој економски систем стилизују по француском моделу. Проблем на који су наишли био је тај што је њихов садашњи политички систем био напреднији у односу на њихов архаични економски систем. На пример, опорезивање народа дошло је у виду квази-војних кампања које су подигле порезе само за 11% (Јанош 106), док је то огорчило сеоско становништво. Дакле, ових 6 година је било познато као период лошег управљања привредом од стране неуспешне владе. Када је Тиса дошао на власт 1875. године, он је консолидовао привреду на много начина слично својој консолидацији власти. Покренуо је пореске реформе спасавајући државу од банкрота. Године 1889. Шандор Векерле је постао министар финансија. Сарађивао је са Тисом на развоју новог пореског система који се фокусирао на опорезивање земље. Успех ових реформи је био огроман, иако је порез на земљиште повећан за 30%, приходи владе су порасли за 330% (Јанош 108). Између 1880. и 1895. године јавни приходи су се удвостручили због успешних пореских реформи. Иако је систем Тиса-Векерле спасио владу од банкрота, порески систем се показао преоштрим и на крају спречио успон домаћег тржишта за производе које производи Мађарска.

## Оставштина
Допринос Калмана Тисе током његовог 15-годишњег премијерског мандата био је огроман. Иако је рођен усред неуспешне аустријске царске владе у Мађарској и наследио је неуспелу мађарску уставну владу, успео је да претвори Мађарску у модерну државу. Спасао је своју земљу од потпуног банкрота и консолидовао се и створио ефикасну централизовану владу. Његово наслеђе реформи и успеха дало је поверење народу који је некада био потиснут од стране Аустријанаца и који се борио да савлада уставну власт. Међутим, он је такође био повезан са политиком мађаризације и наметањем мађарске хегемоније над различитим језичким и етничким групама у Мађарској, као и са учвршћивањем утицаја мађарског племства на политички живот. Његов син Иштван Тиса такође је постао истакнути мађарски политичар.

## Ордени и одликовања
Аустроугарска 
: Велики крст мађарског краљевског Ордена Светог Стефана Мађарског, 1880

## Преци
| Калман Тиса де Борошјене | Отац: Лајош Тиса де Борошјене | Деда: Ласло Тиса де Борошјене | Прадеда: Ласло Тиса де Борошјене |
| Калман Тиса де Борошјене | Отац: Лајош Тиса де Борошјене | Деда: Ласло Тиса де Борошјене | Прабаба: Ребека Сенаш де Балјок  |
| Калман Тиса де Борошјене | Отац: Лајош Тиса де Борошјене | Баба: Каталин Телеки де Сек   | Прадеда: Лајош Телеки де Сек     |
| Калман Тиса де Борошјене | Отац: Лајош Тиса де Борошјене | Баба: Каталин Телеки де Сек   | Прабаба: Сара Толди              |
| Калман Тиса де Борошјене | Мајка: Јулијана Телеки де Сек | Деда: Јожеф Телеки де Сек     | Прадеда: Јожеф Телеки де Сек     |
| Калман Тиса де Борошјене | Мајка: Јулијана Телеки де Сек | Деда: Јожеф Телеки де Сек     | Прабаба: Јанка Рот де Кирајфалва |
| Калман Тиса де Борошјене | Мајка: Јулијана Телеки де Сек | Баба: Жофија Телеки де Сек    | Прадеда:                         |
| Калман Тиса де Борошјене | Мајка: Јулијана Телеки де Сек | Баба: Жофија Телеки де Сек    | Прабаба:                         |